# 倫敦協議 (1830年)
《1830年倫敦協議》（英語：London Protocol of 1830）又被稱為《獨立協議》（希臘語： Πρωτόκολλο της Аνεναρτησίας），是指在1830年2月3日時，法蘭西王國、俄羅斯帝國和大不列顛暨愛爾蘭聯合王國這三個歐洲大國簽署的協議。《倫敦協議》修改早先俄羅斯帝國與鄂圖曼帝國雙方在1829年簽署的《亞德里亞堡和約》決定，確定正式承認希臘已經脫離鄂圖曼帝國而獨立，並成為一個完全獨立的主權國家。
隨著希臘獨立戰爭在1821年爆發，希臘自從1826年的《聖彼得堡協議》開始，便已經得到某種形式的自治承認，並且建立由總統愛奧尼斯·卡波季斯第亞斯領導的臨時希臘政府。但在這期間，希臘政府持續和列強、鄂圖曼帝國政府爭論希臘自治權、政治地位、及新的希臘國家邊界。1829年，三個歐洲大國在《1829年倫敦協議》中界定希臘國家的新邊界。
到了1830年，在對既有的協議進行修改、並且與鄂圖曼帝國協商後，《1830年倫敦協議》賦予希臘獨立成為國家後所衍生的政治、行政和商業權利，並界定希臘北部邊界為阿克洛奧斯河河口到斯佩耳刻俄斯河河口，而該邊界以南即為希臘領土。《倫敦協議》也是首份在國際外交關係上承認希臘是主權國家的協議。